# Ricardo Güiraldes
Ricardo Güiraldes (13. února 1886 Buenos Aires – 8. října 1927 Paříž byl argentinský spisovatel.
Pocházel z rodiny zámožných vzdělaných latifundistů, jeho otec Manuel Güiraldes byl v letech 1908 až 1910 primátorem Buenos Aires. Od dětství pobýval v Evropě a naučil se francouzsky dřív než španělsky. Ovlivnil jej však také život prostých gaučů, který poznal na rodinném statku. Studium na Univerzitě v Buenos Aires nedokončil a cestoval po světě, byl známým playboyem a tanečníkem tanga. Navštívil také Indii a Japonsko a intenzivně se zajímal o východní filosofie. Jeho nejbližšími literárními souputníky byli Valery Larbaud a Jorge Luis Borges, s nímž založil časopis Proa.
Zemřel ve věku 41 let na Hodgkinův lymfom.
Jeho nejznámějším dílem je román ze života gaučů Don Segundo Sombra (1926, česky 1959), za který získal Národní knižní cenu. V roce 1969 ho zfilmoval Manuel Antín.